# Haworthia arachnoidea var. aranea
Haworthia arachnoidea var. aranea, és una varietat de Haworthia arachnoidea del gènere Haworthia de la subfamília de les asfodelòidies.

## Descripció
Aquesta varietat té un bonic cos arrodonit de fulles toves de denses espines blanques, que contrasta amb les fulles verdes més fosques.

## Distribució i hàbitat
Creix a Draaihoek, al sud-est de Kammanassie, província del Cap Occidental, Sud-àfrica.
Les plantes són atractives i prefereixen penya-segats ombrívols orientats al sud a vessants de muntanyes i vessants. Existeixen nombroses formes que relacionen les plantes amb altres espècies relacionades, per exemple: Haworthia lanosa.

## Taxonomia
Haworthia arachnoidea var. aranea va ser descrita per (A.Berger) M.B.Bayer i publicat a Haworthia Revisited 30, a l'any 1999.
Etimologia
Haworthia: nom en honor del botànic britànic Adrian Hardy Haworth (1767-1833).
arachnoidea: epítet llatí que vol dir "semblant a una teranyina".
var. aranea: epítet llatí que significa "com una aranya, com una teranyina".
Sinonímia
- Haworthia bolusii var. aranea A.Berger Basiònim (Sinònim reemplaçat)
- Haworthia aranea (A.Berger) M.B.Bayer[7]